# Insuffisance respiratoire chronique restrictive
L'insuffisance respiratoire chronique restrictive (IRCR) regroupe tous les troubles ventilatoires qui affectent l'hématose, dont la cause n'est pas l'obstruction des voies aériennes. On parle aussi de trouble ventilatoire restrictif, ou syndrome restrictif. La physiopathologie est une diminution des volumes pulmonaires, observable sur les explorations fonctionnelles respiratoires

## Causes
- Obésité
- Paralysie diaphragmatique
- Lésion pleurale
- Fibrose pulmonaire
- Sclérose latérale amyotrophique
- Scoliose

## Physiopathologie
Elle est la même que les insuffisances respiratoires chroniques, mais se caractérise davantage par les épreuves fonctionnelles respiratoires :
- Peu de diffusion au test au monoxyde de carbone
- Altération des volumes mais conservation des débits
- Baisse de la capacité pulmonaire totale

Et la gazométrie:
- Baisse de la PAO2

Elle s'accompagne:
- d'une augmentation de la Fréquence respiratoire
- d'une inaccommodation à l'effort
- d'un petit poumon à la radio pulmonaire
- d'une toux sèche
- d'un râle crépitant

## Le traitement
Les traitements sont rarement efficaces selon la cause :
- On envisage les greffes en cas de fibrose ou autre si le sujet est relativement peu âgé
- On préconise l'oxygénothérapie
- l'arrêt du tabac
- La prise en charge psychologique
- L'éducation au traitement
- La surveillance continue des volumes expirés (Peak flow) qui mesure le volume maximal expiratoire en une seconde
- Et le lavage bronchio alvéolaire lorsque la cause de l'IRCR est un encrassement des membranes alvéolocapillaires
- Breathing Games est un Communs de santé canadien en libre accès qui distribue des jeux  et du matériel diffusés sous licence open source et copyleft, pour promouvoir la santé respiratoire et prévenir l'asthme, la mucoviscidose / fibrose kystique et d'autres maladies respiratoires chroniques[2],[3].